# Parborlasia fueguina
Parborlasia fueguina är en djurart som tillhör fylumet slemmaskar, och som beskrevs av Serna de Esteban och Moretto 1968. Parborlasia fueguina ingår i släktet Parborlasia och familjen Cerebratulidae. Inga underarter finns listade i Catalogue of Life.